# یامااوچی، ساگا

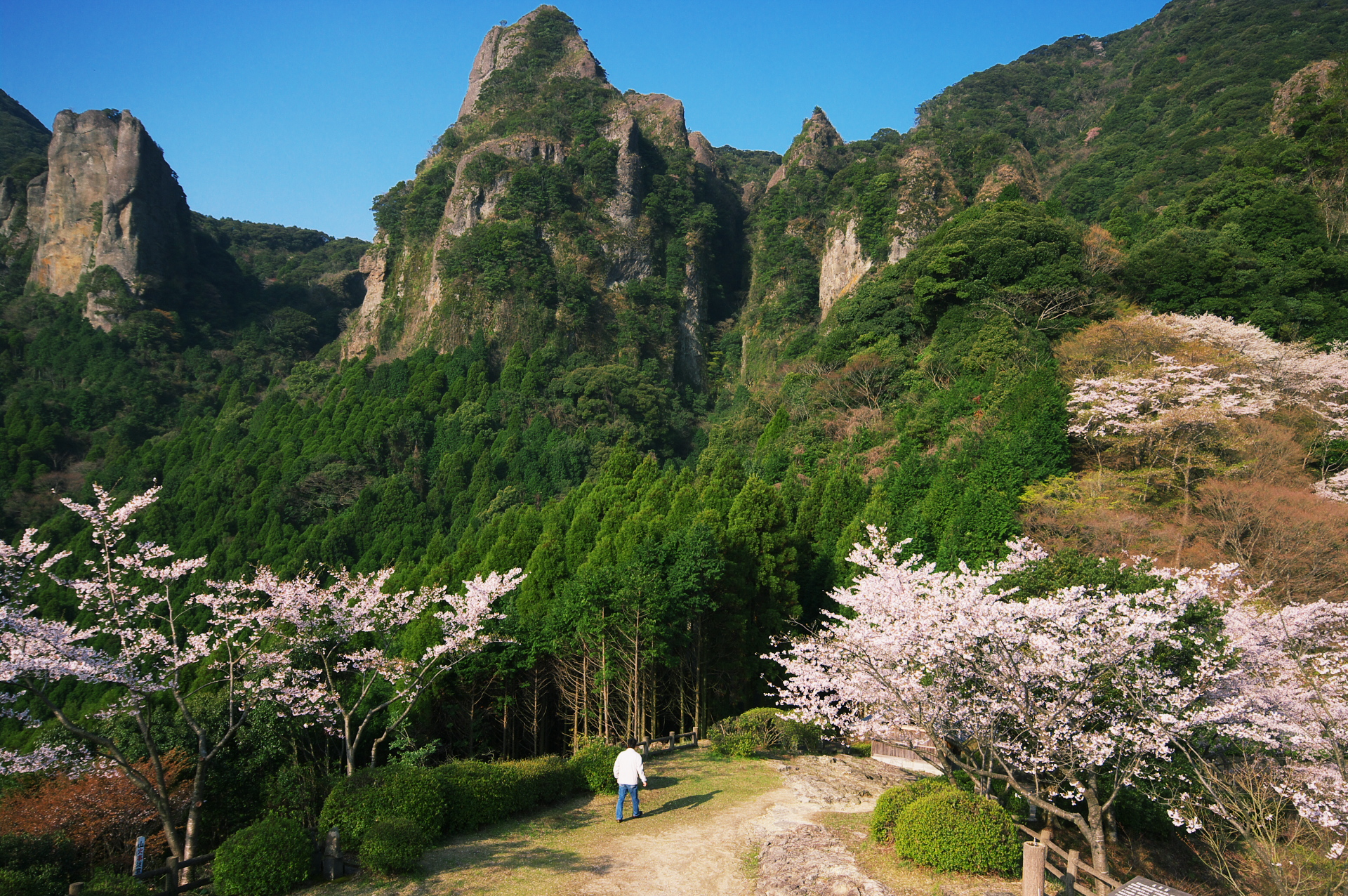
یامااوچی، ساگا

یامااوچی، ساگا (به لاتین: Yamauchi) یک منطقهٔ مسکونی در ژاپن است که در کیوشو واقع شده‌است. یامااوچی ۹٬۷۴۵ نفر جمعیت دارد.